# Rạp Công Nhân (Hà Nội)
Rạp Công Nhân là một công trình kiến trúc tại số 42 Tràng Tiền, quận Hoàn Kiếm, Hà Nội, có công năng phục vụ biểu diễn đa năng như sân khấu, chiếu phim. Đây là một trong những rạp hát lâu đời tại Việt Nam.

## Lịch sử
Nguyên tên gốc của rạp là Cinéma Palace, do người Pháp khởi công xây dựng năm 1917 và hoàn thành năm 1920. Rạp được thiết kế theo phong cách kiến trúc cổ điển của Pháp, với mục đích trở thành một rạp chiếu phim sang trọng bậc nhất của vùng Đông Dương.
Khi người Pháp tái chiếm Hà Nội, năm 1947, rạp được đổi tên thành Eden.
Sau khi chính quyền Việt Nam Dân chủ Cộng hòa tiếp quản Hà Nội, rạp được đổi tên thành Rạp Công Nhân và giữ tên gọi này cho đến ngày nay. Ban đầu, rạp thuộc quyền chủ quản của Sở Văn hóa Thông tin Hà Nội. Năm 1995, rạp được chuyển sang cho Nhà hát Kịch Hà Nội quản lý và sử dụng, với các hoạt động biểu diễn đa dạng: Kịch, chèo, cải lương, ca múa nhạc. Ngày nay Rạp là nơi đóng trụ sở của Nhà hát Kịch Hà Nội.

## Cải tạo
Là một công trình có kiến trúc độc đáo theo phong cách Pháp, tuy nhiên sau nhiều năm khai thác và bảo dưỡng kém, công trình bị xuống cấp nhiều. Năm 1990, rạp được cải tạo, nâng cấp, và chuyển đổi công năng từ rạp chiếu phim thành rạp biểu diễn đa năng. Năm 2007, rạp được sửa chữa mới toàn bộ. Tuy nhiên, việc sửa chữa, cải tạo cẩu thả đã làm hỏng kiến trúc nguyên thủy của rạp, chịu nhiều chỉ trích của người dân.

## Gallery
Tầng một của Rạp Công Nhân hiện nay được cho thuê để làm phòng trưng bày tranh. Cửa hàng tranh Gallery 42 có uy tín cao trong giới giao dịch mỹ thuật tại Hà Nội. Gallery này và Rạp Công Nhân đã từng xuất hiện trong chương trình The Amazing Race mùa 22 của Mỹ.